# Scooby Doo, Where Are You!
Scooby Doo, Where Are You! američki je animirani serijal, prvi iz serije Scooby Doo, stvoren u studiju Hanna-Barbera i premijerno prikazivan na televizijskoj postaji CBS od 13. rujna 1969. do 31. listopada 1970. Uključuje 25 epizoda raspoređenih u 2 sezone (17 + 8).
Prema uvodnoj špici stare VHS sinkronizacije i glavnom izborniku DVD izdanja s novom sinkronizacijom, hrvatski naslov serijala bio bi Scooby Doo, nisi tu! Sama upitna rečenica Scooby Doo, where are you?, kada ju izgovaraju likovi, prevodi se na različite načine: Scooby Doo, gdje si?, Scooby Doo, jesi l' tu?, Scooby Doo, gdje si ti?
Serija se 2017. prikazivala na RTL Kockici na hrvatskom jeziku. Ranija prikazivanja sa sinkronizacijom bila su na Novoj TV 2004. godine i na RTL-u 2008. godine.

## Tipična radnja
Scooby Doo i prijatelji najčešće sasvim slučajno nailaze na zagonetku. Naime, ispostavlja se da je mjesto na koje su došli ukleto i da ga opsjeda neki duh ili čudovište. Zagonetku odlučuju riješiti kako bi nekomu pomogli, kada je netko iz škvadre otet ili iz čiste znatiželje. Tražeći tragove, najčešće se međusobno razdvajaju u dvije skupine. Na kraju zločinac bude uhvaćen. Skidaju mu masku i otkrivaju da se zapravo radi o čovjeku koji je strašnu priču koristio za svoj interes.

## Glasovi

### Originalna verzija
- Don Messick kao Scooby Doo
- Casey Kasem kao Shaggy Rogers
- Frank Welker kao Fred Jones
- Nicole Jaffe kao Velma Dinkley
- Indira Stefanianna Christopherson (1. sezona) i Heather North (2. sezona) kao Daphne Blake
- i drugi

### Hrvatska verzija

#### Project 6 Studio
Za prikazivanje na Novoj TV (2004.) i DVD izdanje (2005.), 2004. godine sinkronizirane su kompletna prva i druga sezona.
- Luka Peroš kao Scooby
- Marko Torjanac kao Shaggy
- Hrvoje Klobučar kao Fred
- Vanja Ćirić kao Velma
- Sanja Marin kao Daphne
- Alen Šalinović kao Šerif
- Željko Duvnjak, Kristijan Ugrina i Ivana Bakarić

Prijevod: Vedrana Mrša
Tonska obrada: Zlatko Štimac i Nikola Klobučarić
Video obrada: Igor Babić
Epizode s ovom sinkronizacijom prikazivale su se na televiziji.

#### Alfa Film
Za VHS izdanje sinkronizirane su četiri epizode. Ovo je starija sinkronizacija, koja sadrži i hrvatsku verziju uvodne špice (Scooby Doo, nisi tu!), kao i hrvatsku verziju pjesme Daydreamin' (Sanjari) u epizodi Jeepers! It's the Creeper (Kad strah uzme maha). Međutim, na odjavnoj špici nije rečeno tko pjeva pjesme ni tko je napisao riječi.
- Siniša Popović kao Scooby
- Dražen Bratulić kao Shaggy
- Hrvoje Klobučar kao Fred
- Jasna Palić-Picukarić kao Velma
- Sanja Marin kao Daphne
- Žarko Savić kao Veliki Bluestone/Fantom
- Ranko Tihomirović kao Gospodin Carswell/Grozni
- Pero Juričić kao Pietro/Gospodar lutaka

Ostali glasovi: Đurđa Ivezić i Miro Šegrt
Ton-majstor: Siniša Tvorić
Redatelj: Branko Sviben

## Popis epizoda
| Broj                        | Hrvatski naziv                             | Originalni naziv                      | Zločinac                                                 |
| PRVA SEZONA (1969. – 1970.) | PRVA SEZONA (1969. – 1970.)                | PRVA SEZONA (1969. – 1970.)           | PRVA SEZONA (1969. – 1970.)                              |
| --------------------------- | ------------------------------------------ | ------------------------------------- | -------------------------------------------------------- |
| 01                          | Viteška večer                              | What a Night for a Night              | Crni vitez                                               |
| 02                          | Scoobyjev povratak Tajna nestalih brodova  | A Clue for Scooby-Doo                 | Duh kapetana Cutlera                                     |
| 03                          | Frka u dvorcu Strka u dvorcu               | Hassle in the Castle                  | Fantom (najvjerojatnije duh kapetana Vasqueza)           |
| 04                          | Gledaj svoja posla                         | Mine Your Own Business                | Rudar iz 49.                                             |
| 05                          | Mamac za psootmičara                       | Decoy for a Dognapper                 | Duh Geronima i indijanski vrač                           |
| 06                          | Što se to zbiva?                           | What the Hex is Going On?             | Duh Eliasa Kingstona                                     |
| 07                          | Čovjek majmun                              | Never Ape and Ape Man                 | Čovjek majmun                                            |
| 08                          | Opasni lunapark                            | Foul Play in Funland                  | Robot Charlie                                            |
| 09                          | Predstava iza pozornice Ludnica iza kulisa | The Backstage Rage                    | Tajanstveni čovjek u crnom plaštu (lutkar)               |
| 10                          | Ludilo u cirkusu                           | Bedlam in the Big Top                 | Klaun duh                                                |
| 11                          | Transilvanijski vampir                     | A Gaggle of Galloping Ghosts          | Vukodlak, vampir Drakula i Frankensteinovo čudovište     |
| 12                          | Misteriozna mumija                         | Scooby Doo and a Mummy, Too           | Mumija faraona Anke                                      |
| 13                          | Vješta vještica                            | Which Witch is Which?                 | Vještica i zombi                                         |
| 14                          | Brod duhova                                | Go Away Ghost Ship                    | Duhovi kapetana Crvenobradoga i njegovih dvaju pomoćnika |
| 15                          | Svemirski duh                              | Spooky Space Kook                     | Svemirski duh                                            |
| 16                          | Noć za hrabre                              | A Night of Fright is No Delight       | Fantomi sjene (zeleni duhovi)                            |
| 17                          | Snježni duh                                | That's Snow Ghost                     | Jetijev duh                                              |
| DRUGA SEZONA (1970.)        |                                            |                                       |                                                          |
| 18                          | Gdje je Hyde?                              | Nowhere to Hyde                       | Hydeov duh                                               |
| 19                          | Zbrka oko tajanstvene maske                | Mystery Mask Mix-Up                   | Duh ratnika Zentua i njegovi pomoćnici zombiji           |
| 20                          | Jezivi Jezovnjak Kad strah uzme maha       | Jeepers, It's the Creeper             | Jezovnjak Grozni                                         |
| 21                          | Scooby Doo i pračovjek                     | Scooby's Night with a Frozen Fright   | Pračovjek                                                |
| 22                          | Ukleta kuća i bezglavi duh                 | Haunted House Hang-Up                 | Bezglavi duh i fantom                                    |
| 23                          | Jezivi Tiki                                | A Tiki Scare is No Fair               | Vrač i Mano Tiki Tija                                    |
| 24                          | Tko se boji vukodlaka još?                 | Who's Afraid of the Big Bad Werewolf? | Vukodlakov duh                                           |
| 25                          | Voštani fantom                             | Don't Fool with a Phantom             | Voštani fantom                                           |

## Opisi epizoda i gostujuće uloge

### Prva sezona
Viteška večer
Opis:
Vraćajući se iz kina, Scooby i Shaggy nalaze kamion bez vozača, s viteškim oklopom na vozačevu sjedalu. Zajedno s Fredom, Daphne i Velmom vraćaju oklop u muzej. Kustos, gospodin Wickles, pripovijeda im legendu o Crnom vitezu koji oživljava za punoga mjeseca. Navodno je upravo Crni vitez uzrok vozačeva misterioznoga nestanka. Inače, nestali vozač je profesor Bijela Koža, koji je iz Engleske u muzej dovozio crni viteški oklop. Dok ostali razgovaraju s kustosom, Scooby nalazi neobične naočale i nosi ih sa sobom na povratku iz muzeja, što u kombiju kasnije svi primjećuju i odlučuju u knjižnici saznati o kakvim se naočalama radi. Otkrivaju da takve naočale koriste arheolozi i da se proizvode samo u Engleskoj, zbog čega odmah pomisle na profesora Bijelu Kožu. Shvativši da se ondje događa nešto čudno, vraćaju se tu noć u muzej, gdje susreću živoga Crnoga viteza.
Gostujuće uloge:
Gdin. Wickles/Crni Vitez - Željko Duvnjak
Radnci u muzeju - ???
Profesor Jameson Bijela Koža - Kristijan Ugrina?

Scoobyjev povratak (Tajna nestalih brodova)
Opis:
Društvo provodi večer na Kamenitoj plaži. Daskajući se, Scooby zamjećuje u moru ronioca u sjajećem ronilačkom odijelu. Kasnije nailaze na članak u novinama o nestanku još jedne jahte iz marine. Znatiželjni, posjećuju u članku spomenutoga pustinjaka Ebenezera Morskoga Psa, koji im priča priču o kapetanu Cutleru, koji je potonuo kada mu se brod sudario s jednom jahtom za vrijeme guste magle i završio na groblju brodova. Pustinjak tvrdi da se to kapetanov duh osvećuje otimajući jahte i predlaže im da, ako žele nešto više saznati o Cutleru, odu u stari svjetionik k njegovoj ženi. Ona im potvrđuje priču o duhu i još dodaje da ga je upravo ona svojom čarolijom oživjela.
Gostujuće uloge:
Ebenezer Morski Pas - Kristijan Ugrina?
Cutlerova udovica - Ivana Bakarić?

Frka u dvorcu (Strka u dvorcu)
Opis:
Prijatelji plove po moru, no hvata ih gusta magla. Čamac im se nasukava na obalu Ukletoga otoka. Nemajući drugoga izbora, idu po pomoć do Vasquezova dvorca, koji se pak čini napušten. Međutim, tamo nailaze na duha.
Gostujuće uloge:
Veliki Mag/Fantom/Lubanja - Kristijan Ugrina?

Gledaj svoja posla
Opis:
Vozeći se kombijem, društvo zaluta i zaustavlja se u Zlatnom Gradu, starom gradu duhova. Smještaju se u napuštenom prenoćištu, čiji je vlasnik Veliki Ben. Domar Hank vodi ih u sobe i objašnjava im zašto je ranč bez gostiju – grad navodno opsjeda stari rudar koji traži zlato i koji je ovamo stigao još 1849. godine. Tijekom obilaska grada, u jednom starom hotelu nalaze mapu sa šifrom sefa koji se nalazi u predvorju toga hotela. Ispada da je sef zapravo skriveno dizalo koje vodi do staroga rudnika zlata. Ondje ih čeka rudar.
Gostujuće uloge:
Veliki Ben - Željko Duvnjak
Hank/Rudar iz '49. - Kristijan Ugrina?

Mamac za psootmičara
Opis:
Scooby biva svjedokom otmice kujice. Pokazuje se da ovo nije prva takva otmica. Žrtve su psi sudionici na predstojećoj izložbi pasa. Sve im potvrđuje i vlasnik prvoga ukradenog psa Buck Masters. Škvadra odlučuje riješiti taj slučaj. U tu svrhu Scooby glumi psa koji će najvjerojatnije biti sljedeća žrtva (doga Boba Millera), dakle on je mamac za psootmičara, s tim da mu u ogrlicu stavljaju odašiljač. Šetajući Scoobyja na uzici, Shaggyja, koji glumi Boba Millera, okružuje dimna zavjesa iz jednoga kamiona, a kad ona nestane, primjećuje u ruci samo komad odrezane uzice. Scooby je otet. Posudivši vespu, Shaggy prati otmičare, ali doživljava nezgodu i sreće Geronima, točnije njegov duh. Stigavši na odredište, otmičari shvaćaju da Scooby nije pas kojega su tražili i vraćaju ga zatvorenoga u drvenoj kutiji željeznicom prema Indijanskom klancu. Uskoro Fred, Velma i Daphne stižu do Shaggyja te svi zajedno prate signal i uspijevaju naći Scoobyja kako se kreće zatvoren u kutiji te ga spašavaju od vlaka koji se približava. Odlučuju pratiti prugu kako bi našli mjesto kamo je Scooby bio odveden i opet na putu sreću Geronimov duh. Stižu do indijanskoga sela, gdje sreću staroga indijanskog vrača.
Gostujuće uloge:
Princezina vlasnica - Ivana Bakarić?
Radio spiker i Mike - Željko Duvnjak
Buck Masters/Indijanski vrač - Kristijan Ugrina
Charlie - Luka Peroš?

Što se to zbiva?
Opis:
Prijatelji putuju na imanje Wetherby k svojoj prijateljici Sharon. Približivši se imanju, još u kombiju, uočavaju čovjeka koji neobično hoda prema nekoj staroj zgradi. Kad napokon stižu na odredište, Sharon i njezin otac govore im o čudnim zvukovima koji se u zadnje vrijeme čuju na njihovu imanju, kao i o nestanku ujaka Stuarta. Posumnjaju da je to on maloprije hodao prema staroj zgradi – točnije zgradi Kingston. Idu to provjeriti i prije nego uđu u zgradu, ugledaju ujaka, koji izgleda kao starac. Kaže da ga je onamo namamio tajanstveni glas i da je sreo duh Eliasa Kingstona, koji ga je začarao i zaprijetio da će istu sudbinu dijeliti cijela njegova obitelj ako ne dobije cijelu imovinu Wetherbyjevih. Sharonin otac želi nazvati šerifa, ali kako telefon ne radi, odlazi osobno po njega, a za to vrijeme škvadra sa Sharon i ujakom Stuartom ostaje na imanju. Scooby dobiva zadatak da čuva ujaka, ali zaspi. Nestaje ujak Stuart, a nestaje i Sharon. Društvo odlazi u staru zgradu Kingston, gdje napokon susreću i duh Eliasa Kingstona, koji im daje i zadnje upozorenje – neka donesu blago do jutra kako ne bi svi Wetherbyjevi ostarjeli.
Gostujuće uloge:
Sharon Wetherby i Mušterija - Ivana Bakrić?
Gdin. Wetherby - Željko Duvnjak
Stuart Wetherby/Duh Eliasa Kingstona - Kristijan Ugrina

Čovjek majmun
Opis:
Daphne s prijateljima na filmskom setu pomaže svomu ujaku Johnu Maxwellu, koji je redatelj horora Čovjek majmun sa Zabranjene planine. Većina osoblja i mještana pobjegla je sa snimanja zbog legende o čovjeku majmunu. Ostali su samo kaskader Carl (koji glumi čovjeka majmuna) i glumica Candy. Tijekom snimanja scene u kojoj čovjek majmun treba srušiti Candy s drvenoga mosta, ispada da to nije kaskader preobučen u kostim, već pravi čovjek majmun. Scooby ju spašava. Ubrzo nalaze kaskadera Carla zatočenoga u kovčeg kako lupa ne bi li ga oslobodili. Uplašeni, Carl i Candy također napuštaju set, a petorka odlučuje pomoći ujaku Johnu u rješavanju ove zagonetke.
Gostujuće uloge:
John Maxwell - Alen Šalinović
Candy Mint - Ivana Bakrić?
Carl/Čovjek-majmun i Pomoćnik režisera - Željko Duvnjak
Papiga - Marko Torjanac?

Opasni lunapark
Opis:
Shaggy, Scooby i ekipa skupljaju školjke na plaži blizu lunaparka koji se otvara tek idući tjedan. No odjednom se pale svjetla i sve počinje raditi. Odlučuju to provjeriti. Iako sve radi, u lunaparku uopće nema ljudi. Događaju se čudne stvari. Postaje im jasno da ipak nisu posve sami kada ugledaju neobičnoga stvora. Uskoro se sva svjetla gase i sve prestaje raditi. Posjećuju gospodina Jenkinsa i njegovu sestru Sarah, domare lunaparka, da im jave što su upravo vidjeli. Domari ne vjeruju u njihovu priču, no društvo ne odustaje i čeka na plaži da lunapark opet krene raditi, što se i događa. Ulaze u lunapark, opet se zbivaju čudne stvari i opet je ondje neobični stvor (zapravo robot Charlie).
Gostujuće uloge:
Gdin. Jenkins - Željko Duvnjak
Sarah Jenkins - Ivana Bakrić?

Predstava iza pozornice (Ludnica iza kulisa)
Opis:
Vraćajući se doma iz pizzerije, Shaggy i Scooby vide kako iz jednoga auta u vožnji ispada kovčeg za violinu i otkrivaju da je pun novca. Shaggy u telefonskoj govornici zove ostale, dok Scooby ostaje čuvati kovčeg. Međutim, omete ga kujica u nevolji, koja ubrzo nestaje. Vrativši se na mjesto gdje je ostavio kovčeg, Scooby shvaća da ga je netko uzeo. Kada dođu ostali, na zemlji nalaze držač za marionetu s nazivom mjesnoga lutkarskog kazališta (Pietrove lutke). Jasno im je da je kujica bila samo lutka, a posumnjaju da je novac u kovčegu krivotvoren. Odlaze u kazalište s izgovorom da žele prijaviti Scoobyja na audiciju za dresiranoga psa. Na ulazu sreću čovjeka koji im izvodi malu lutkarsku predstavu i pomisle da je on ovdje glavni lutkar, ali on kaže da je samo vratar i da ga je ovo naučio veliki Pietro. Scooby, Shaggy i Fred nalaze novu novčanicu od 20 dolara i požuruju Velmu i Daphne da krenu iz kazališta. Pozdravljaju se s vratarom. Na povratku iz kazališta pokazuju nađeni trag. Velma procjenjuje da se ne radi o krivotvorenoj, već o pravoj novčanici. Pomišljaju da je podmetnuta da ih zavara te se vraćaju u kazalište, uspijevaju proći kraj vratara, koji je zaspao, i počinju njuškati uokolo. Ondje ih se tajanstveni čovjek u crnom plaštu pokušava riješiti.
Gostujuće uloge:
Pietro/Johnny/Gospodar lutaka - Željko Duvnjak

Ludilo u cirkusu
Opis:
Vozeći se u kombiju, društvo susreće dva cirkusanta, Maxa Patuljka i Snažnoga Samsona, koji su napustili posao zato što je, kako oni tvrde, cirkus iz kojega odlaze uklet. Želeći saznati o čemu se radi, odlaze u cirkus, čiji im vlasnik, gospodin Barnstorm, govori o klaunu duhu koji opsjeda to mjesto i o čudnim stvarima koje se ondje događaju. Fred, Velma, Daphne i Shaggy odlaze iz cirkusa, ali shvaćaju da nema Scoobyja, pa se vraćaju u cirkus po njega. U međuvremenu Scoobyja hipnotizira klaun duh.
Gostujuće uloge:
Max Patuljak - Željko Duvnjak
Snažni Samson - Luka Peroš?
Hipnotizer Harry/Klaun-duh - Kristijan Ugrina
Gdin. Barnstorm - Alen Šalinović

Transilvanijski vampir
Opis:
Škvadra namjerava posjetiti dvorac Franken, donesen kamen po kamen iz Transilvanije. U blizini dvorca zastaju kraj ciganskih kola i posjećuju proročicu, koja ih upozorava na opasnost i savjetuje im da ne idu u dvorac, iz kojega je i čuvar pobjegao. Prijatelji odlučuju ne obazirati se na njezine riječi. Međutim, na ulazu u dvorac pojavljuje se vampir Drakula, koji im naređuje da odlaze odatle. Na nesreću, Daphne ne uspijeva pobjeći s pokretnoga mosta i ostaje zarobljena, a i lovi ju Frankensteinovo čudovište. Kako bi ju spasili, ostali ulaze u dvorac, gdje sreću jato duhova (Drakulu, čudovište i vukodlaka).
Gostujuće uloge:
Bob Oakley/Dracula - Kristijan Ugrina
Gyspy - Ivana Bakarić?

Misteriozna mumija
Opis:
Tijekom posjeta Arheološkomu odjelu, kod jednoga profesora društvo ima priliku vidjeti mumiju tri tisuće godina staroga egipatskoga faraona Anke. Profesor ih upoznaje i s dr. Najibom, koji je za muzej napravio Ankinu repliku. On im pripovijeda drevnu kletvu koja kaže da će faraon oživjeti i skameniti one koji su mu poremetili mir. Dr. Najib ih pozdravlja i odlazi. Shaggy uočava jedan zanimljiv novčić i profesor mu objašnjava da njegovu tajnu još nije razriješio. Škvadra nakratko odlazi u restoran nešto pojesti, a profesor ih čeka u muzeju. Plaćajući sendviče, Shaggy shvaća da je slučajno uzeo onaj drevni novčić, no upravo se vraćaju k profesoru pa će ga odmah i vratiti, ali tamo nalaze profesora pretvorenoga u kamen i oživjelu mumiju.
Gostujuće uloge:
Profesor - Željko Duvnjak
Dr. Najib/Ankina mumija - Kristijan Ugrina?
Prodavač brze hrane - Goran Malus

Vješta vještica
Opis:
U kasne sate na povratku iz ribolova Fred, Velma, Daphne, Shaggy i Scooby izgube se u močvari. Na cesti zamjećuju nekoga koga bi mogli pitati za put prema glavnoj cesti, ali ispada da je riječ o zombiju. Bježe i stižu u kuću čovjeka koji im govori da je zajedno sa svojim prijateljem Zebom također vidio zombija, ali i vješticu koja ga je oživjela. Shaggy i Scooby idu posjetiti Zeba, no u kući umjesto njega nalaze njemu sličnu vudu lutku. Zatim cijela petorka u potrazi za odgovorima nalazi vještičinu kolibu. Tu zapaze pet vudu lutaka nalik sebi, a na vratima se pojavljuje i vještica. Daphne nestaje, a prijatelji kreću u potragu za njom.
Gostujuće uloge:
Zeke Perkins - ???
Vještica - Ivana Bakarić?

Brod duhova
Fred čita prijateljima članak o još jednom napadu na brod. Po gospodinu Magnusu, vlasniku brodske kompanije, riječ je o osveti duha pirata Crvenobradoga. Idu osobno k Magnusu nešto više saznati. Navodno su njegovi predci prije tristo godina Crvenobradoga poslali na sud, a ovaj se zakleo da će se vratiti i osvetiti. Nakon razgovora odlučuju mu pomoći. Ploveći u čamcu, promatraju što se zbiva na moru. Ubrzo zamjećuju sablasni brod, koji im prepolovljuje čamac. Jedina šansa za spas jest ukrcavanje na brod duhova.
Svemirski duh
Vozeći se kombijem kroz pustoš, škvadri ponestaje benzina. Odlučuju zatražiti pomoć na obližnjoj farmi. Vlasnik ih pokušava otjerati misleći da su novinari, ali mu daju do znanja da su samo došli kupiti benzina, a on im objašnjava zašto ga novinari uznemiruju – tu se počela pojavljivati sablasna izvanzemaljska letjelica. Velma na zemlji zamjećuje svjetleće otiske stopala neobična oblika koji nestaju. Farmer petorki daje benzina, a oni kreću u potragu za sablasnom letjelicom, koja se ubrzo pojavljuje na nebu. Stižu na mjesto gdje je sletjela i razgledavaju uokolo te opet nailaze na svjetleće otiske, koji ih vode do strašnoga svemirskog duha.
Noć za hrabre
Scooby treba dobiti dio nasljedstva ekscentričnoga milijunaša pukovnika Beauregarda Sandersa, kojega je prije nekoliko godina spasio. Zato društvo stiže u mračnu kuću gdje ih čekaju odvjetnik Stravo i četiri rođaka kako bi se pročitala oporuka (drugi odvjetnik, gospodin Jezić, nije na čitanju oporuke). Posljednja želja pukovnika, kako se čuje na snimci koju je pukovnik ostavio nasljednicima, bila je da se milijun dolara podijeli između četiriju rođaka i psa Scooby Dooa, pod uvjetom da prenoće u toj strašnoj kući, u kojoj prema pukovnikovim riječima ima duhova. Sve se čini u redu dok se ne pojavi Fantom sjena, a rođaci počinju nestajati.
Snježni duh
Škvadra odlazi na skijaški vikend i smješta se u hotelu Vučja jazbina. Na recepciji ih dočekuje vlasnik, gospodin Greenway, a i upoznaju još jednoga gosta hotela, gospodina Gnusa. Pokazujući im sobe, Greenway ih upozorava neka dobro zatvore prozore da ih ne bi snježni duh napao i pretvorio u duhove. Nekoliko trenutaka kasnije na prozoru se pojavljuje veliki bijeli stvor. Pobjegavši iz sobe i našavši velike otiske stopala u snijegu, odlučuju ih pratiti i naći snježnoga duha. U jednoj spilji upoznaju tibetanskoga starca Fun Lan Čija. On kaže da duh zapravo njega traži. Kaže da se prije mnogo godina u Tibetu našao licem u lice s jetijem i da je, bježeći od njega, uspio preskočiti veliki ponor, a jeti je pao u ponor – i sada njegov duh traži osvetu.

### Druga sezona
U drugoj sezoni sedam od osam epizoda sadrži i pjesmu, tzv. chase song.
Gdje je Hyde?
Fred, Daphne, Velma, Shaggy i Scooby nakon mađioničarske predstave provode večer na sladoledu u baru. U isto vrijeme Hydeov duh krade skupocjenu ogrlicu u obližnoj zgradi, nakon čega se sakrije u njihovu kombiju. Na povratku doma u kombiju je hladno i kako bi se zgrijali, Scooby podiže s poda deku ispod koje se skriva Hydeov duh. Kada to svi shvate, bježe iz kombija i vide kako duh odlazi u močvaru. Slijede ga do strašne kuće u koju ulazi. I sami pokušavaju ući u nju na stražnja vrata, ali propadaju u podrumski laboratorij, gdje upoznaju vlasnika kuće – doktora Jekylla. Kaže im da već tri godine radi na novoj vitaminskoj formuli i kad ju je prvi put isprobao, zavrtjelo mu se u glavi, a poslije ga je na podu u blatnjavim cipelama našla sobarica Helga. Dodaje kako se isto večeras dogodilo. Pokazuje im i ukradenu orglicu, za koju kaže da ju je našao u svom džepu. Misli da se i on, poput svoga pradjeda, pravoga doktora Jekylla, pretvara u Hydea, ali ovaj put kao njegov duh. Međutim, nakon što Velma ustvrdi da je blato na doktorovim cipelama suho (a novodno je kao Hyde maločas došao iz močvare), svi se slože da je sve to jako čudno – i tako društvo ostaje kod doktora u gostima kako bi sve istražili.
Pjesma: Recipe For My Love
Zbrka oko tajanstvene maske
Za vrijeme kineske novogodišnje parade, Daphne u kineskom dućanu s prijateljima kupuje tajanstvenu zlatnu masku. Brzo susreću dva neobična stvora koji ju žele uzeti. Daphne im ju ne želi dati. Uspijevaju im pobjeći te odlaze vlasniku galerije orijentalne umjetnosti, gospodinu Fongu, kako bi doznali nešto o maski. Ispada da je prije mnogo stoljeća ukradena iz kripte velikoga kineskog ratnika Zentua i da ju sada njegov duh traži nazad, a ona dvojica su njegovi pomoćnici – emisari živih mrtvaca, odnosno zombiji. Nakon izlaska iz galerije, uskoro su im opet za petama. U bijegu kombijem, doživljavaju nezgodu i dok se nisu ni snašli, zombiji su već oteli Daphne. No, ostavili su trag – ceduljicu s natpisom Hram u brdima. Prijatelji zaključuju da su zombiji upravo onamo odveli Daphne i odlaze ju naći. Ondje uz zombije susreću i Zentuov duh.
Pjesma: I Can Make You Happy
Jezivi Jezovnjak (Kad strah uzme maha)
Na putu prema školskom plesu na staroj farmi, društvo nalazi stražara banke kako leži na cesti. Na prvi pogled riječ je o prometnoj nesreći, ali dok je unutrašnjost stražareva auta uništena, izvana nema ni ogrebotine. Dakle, auto je opljačkan. Prije nego što se onesvijesti, daje im prazan papir govoreći: Vatra zna Jezovnjaka (Groznoga). Dovode ga direktoru banke, gospodinu Carswellu (adresu su našli na drugom papiru koji je također bio na mjestu zločina). On im objašnjava da je Jezovnjak (Grozni) tajanstveni lopov, zapravo fantom, koji pljačka banku noću, ostavljajući vrata čvrsto zaključana iznutra. Ostavivši stražara kod Carswella, škvadra odlazi na školski ples. U jednom trenutku na zabavi se ugase svjetla i svi pomisle da je nestalo struje (zapravo ju je Jezovnjak/Grozni isključio) te odlučuju sa zabavom nastaviti u obližnjem baru. Međutim, prije nego uspiju krenuti, Scooby, Shaggy, Velma, Fred i Daphne sreću Jezovnjaka (Groznoga), koji im želi uzeti papir koji im je dao stražar banke.
Pjesma: Daydreamin' (Sanjari)
Scooby Doo i pračovjek
Petero prijatelja tulumari na plaži. Shaggy i Scooby pecaju i izvlače iz vode spiljskoga čovjeka zamrznutoga u bloku leda. Velma misli da se radi o dva milijuna godina starom spiljskom čovjeku spomenutom u novinama, koji je nađen na Arktiku, ali izgubljen u oluji dok su ga prevozili na ispitivanje. Društvo ga odvozi u Institut. Profesor Wayne i Ingstrom zahvaljuju im što su ga vratili i stavljaju ga u hladnu sobu kako se ne bi odmrznuo. Škvadra odlazi iz Instituta. Nakon večere u baru, Shaggy shvaća da je u Institutu ostavio pribor za pecanje, po koji se s ostalima vraća. Tamo zamjećuju da su vrata hladne sobe odvaljena iz okvira, a i sama je soba u neredu. Uza sve to, nestao je i pračovjek, a grijalica kraj bloka leda u kojemu se nalazio, uključena je. Čini se da je pračovjek oživljen.
Pjesma: Seven Days a Week
Ukleta kuća i bezglavi duh
Škvadra putuje na rock festival, ali nisu sigurni jesu li na pravom putu. Učini im se da na cesti vide znak koji bi im potvrdio gdje su, pa izlaze iz kombija, no na znaku ne piše ništa jasno. Tada do njih stiže čovjek s fenjerom, farmer Asa Shanks, koji im daje upute kako izaći na glavnu cestu – kada dođu do raskršća mogu skrenuti i lijevo i desno, s tim da je lijevi put duži, a desni kraći. No desnim putem prolazi se kraj uklete kuće koju opsjeda bezglavi duh, zbog čega im savjetuje da ne idu onuda i odlazi. Međutim, na raskšću pada odluka da krenu upravo tim kraćim putem. Prolazeći kraj uklete kuće, pregrije im se kombi, pa Shaggy i Scooby odlaze donijeti vode iz bunara, iz kojega izlazi bijeli duh proizvodeći sablastan zvuk. Kad Shaggy i Scooby jave ostalima što su čuli i vidjeli, svi dolaze to provjeriti, ali duha više nema. Primjećuju da u bunaru nema kante, što znači da ne mogu doći do vode, ali se u ukletoj kući pali svjetlo, pa odlučuju tražiti pomoć ondje. U kući nailaze na neobične pojave: leteću svijeću, sliku nekadašnjega vlasnika Jeffersona Stillwalla na kojoj čas ima, čas nema glavu, zatim na sablastan zvuk koračanja, otiske stopala koji se razdvajaju, sablastan smijeh i napokon – na bezglavoga duha.
Pjesma: Love the World
Jezivi Tiki
Društvo je na odmoru na Havajima. Shaggy i Scooby provode večer na izletu sa svojim domaćinom, gospodinom Johnom Simmsom, i mještanima. U razgovoru s gospodinom Simmsom spominju kako sutradan u planu imaju posjet staromu selu, što je ideja ostatka ekipe, no Simms im savjetuje da nikako ne idu onamo jer ima duhova. Za nekoliko trenutaka uz popratni zvuk bubnjeva pojavljuje se tajanstveni vrač i upozorava ih sve da su na zabranjenoj zemlji Mano Tiki Tija i da odlaze ili slijedi odmazda. Svi se razbježe, a kad se situacija smiri, Shaggy shvaća da nema nikoga i da su nestali i Scooby i Simms. Trkom sve javlja Fredu, Velmi i Daphne, koji se zabavljaju u obližnjem baru. Svih četvero dolazi na mjesto nestanka, gdje prvo Velma uočava misterioznoga starca, koji nestaje, a zatim pronalaze Scoobyja, koji se skriva u velikom bubnju. Još trebaju naći gospodina Simmsa. U blizini nailaze na otiske stopala po kojima se vidi da je došlo do borbe i da je netko nekoga vukao. Prateći trag, nalaze novine u kojima čitaju Simmsov članak o pojavi duha Mano Tiki Tija koji proganja seljane. Jasno im je da je riječ o još jednoj zagonetki, a kako bi pronašli svoga domaćina, moraju doći do staroga sela, koje uskoro uspijevaju naći. Tamo se nalazi velika statua Mano Tiki Tija, kao i strašni vrač koji ih počinje proganjati.
Tko se boji vukodlaka još?
Noću na kampiranju društvo odjednom čuje zvuk zavijanja vuka. Idu provjeriti o čemu se radi pa nalaze velike otiske stopala stvorenja koje hoda na dvije noge, pa shvaćaju da ne može biti riječ o vuku – dakle možda je u pitanju vukodlak. Trag ih vodi do staroga groblja, gdje zamjećuju svježe iskopanu raku sa starim, ali otvorenim i praznim lijesom. Na nadgrobnoj ploči piše: Ovdje leži Silas Long – pola čovjek, pola vuk. Zatim uočavaju nove tragove, ali ovi sad izlaze iz groba, pa posumnjaju da je riječ ne samo o vukodlaku, već i o njegovu duhu. Tragovi ih vode u stari mlin, gdje počinju njuškati. Ne našavši ništa bitno, kratko vrijeme pomišljaju da su možda sve umislili i da vukodlak uopće ne postoji, ali ubrzo ih iznenadi upravo vukodlak. Potjera počinje.
Pjesma: Tell Me, Tell Me
Voštani fantom
Prijatelji su sudionici natjecanja u plesu u studiju televizijske postaje KLMN. Voditelj šoua je Johnny Sands, a s njima je i direktor postaje gospodin Roger Stevens. Na trenutak se gase svjetla u studiju i pojavljuje se velika voštana neobično glasajuća gromada. Kad se opet upale svjetla, prvo pomišljaju da su to bili samo Johnnyjevi specijalni efekti, ali iza podija u jednoj sobi, svoj u neredu, nalaze Johnnyja svezanoga za stolac kako doziva upomoć. On smatra da je ona velika gromada bio voštani fantom. Naime, postaja već prima prijeteća pisma od voštanoga fantoma. Navodno je prije nekoliko godina gospodin Grisby radio s voskom na postaji, ali emisija mu je otkazana i zato je najavio osvetu s prijetnjom da će oživjeti jednu od svojih voštanih figura iz muzeja. Prijatelji shvaćaju da je nestao gospodin Stevens i primjećuju da je sef opljačkan, pa pomišljaju da je Stevens odveden kao talac. Predlažu Johnnyju pozvati policiju, ali ovaj kaže da postaja ima financijskih problema, pa bi ih to moglo uništiti. Zato petorka i ovaj put odlučuje sama riješiti zagonetku. Velma, Shaggy i Scooby posjećuju gospodina Grisbyja, koji im potvrđuje priču o oživljenom fantomu. Nakon toga stižu u Muzej voštanih figura, gdje ih već čekaju Daphne i Fred, ali i voštani fantom.
Pjesma: Pretty Mary Sunlight

## VHS i DVD izdanja u Hrvatskoj

### Distribucija Issa Film i Video
- Scooby Doo: Popularne misterije /  Scooby Doo's Greatest Mysteries (VHS; četiri epizode: 2, 3, 9, 20; sinkronizirano)
- Scooby Doo, Where Are You! Kompletna prva i druga sezona (DVD; sve epizode; sinkronizirano)
- Scooby Doo: Prve pustolovine (DVD; pet epizoda: 1, 2, 3, 4, 5)
- Scooby Doo: Strašne priče (DVD; tri epizode: 11, 13, 17)

### Distribucija Continental film
- Scooby Doo: Najveće misterije / Scooby Doo's Greatest Mysteries (DVD; četiri epizode: 2, 3, 9, 20)
- Scooby Doo i snježna stvorenja (DVD; jedna epizoda: 17)
- Scooby Doo i roboti (DVD; jedna epizoda: 8)
- Scooby Doo i čudovišta iz cirkusa (DVD; jedna epizoda: 10)
- Scooby Doo: Misterij u pokretu (DVD; jedna epizoda: 15)
- Scooby Doo i duhovi (DVD; jedna epizoda: 20)
- Scooby Doo i pirati (DVD; dvije epizode: 3, 14)
- Sretan strašnodan, Scooby Doo! (DVD; dvije epizode: 9, 25)
- Scooby Doo i filmska čudovišta (DVD; dvije epizode: 8, 17)
- Scooby Doo i vukodlaci (DVD; jedna epizoda: 24)
- Scooby Doo u kući duhova (DVD; tri epizode: 6, 16, 22)

## Vanjske poveznice
- Scoobyfiles  Arhivirana inačica izvorne stranice od 10. svibnja 2019. (Wayback Machine)
- Project 6